# 鶉村 (福井県)
鶉村（うずらむら）は福井県坂井郡にあった村。現在の福井市鶉地区に相当する。

## 地理
- 河川：九頭竜川、七瀬川

## 歴史
- 1889年（明治22年）4月1日 - 町村制の施行により、波寄村、水切村、木下村、小野村、串野村、佐野村、菖蒲谷村、砂子坂村、上野村、浄土寺村、布施田村、西中野村、池尻村、黒丸村及び三宅村の区域をもって、鶉村が発足する。
- 1955年（昭和30年）3月31日 - 鶉村、本郷村、棗村及び鷹巣村が合併して、川西村が発足する。